# Josiane Kruliskoski
Josiane Oderdengen Kruliskoski (Catanduvas, 13 de Maio de 1980)  é uma miss, modelo e contabilista, que ficou famosa após obter o título de Miss Brasil no ano de 2000. O evento que a escolheu como a representante do Brasil no conceituado Miss Universo 2000 realizou-se na cidade do Rio de Janeiro, mais precisamente no espaço de eventos Scala Rio, com a presença de candidatas de todas as Unidades Federativas do Brasil. No Miss Universo, realizado naquele ano ano em Nicósia, Chipre, a paranaense radicada em Mato Grosso não obteve classificação. 
Transmitido regionalmente pela CNT, a modelo deu o segundo título ao Estado do Mato Grosso, visto que o mesmo já havia ganho o certame na ocasião de 1985. Apesar de não ser nascida no Estado, Josiane ainda vive e trabalha nele, mais precisamente na cidade de Peixoto de Azevedo, onde atua em uma empresa do ramo alimentício. É diversas vezes selecionada como jurada nos concursos estaduais e é uma das poucas misses retratadas na cultura popular brasileira, devido à canção de Rita Lee em sua homenagem, a Miss Brasil 2000. Josiane tem um Ginásio Municipal com o seu nome, em sua homenagem. O Ginásio Municipal "Josiane Kruliskoski" fica em Terra Nova do Norte. 

## Biografia
Descendente de poloneses, Josiane nasceu em Catanduvas, no Paraná e veio com os pais para o Mato Grosso aos cinco anos de idade. Morou 11 anos em Terra Nova do Norte onde vendia doces na rua, depois a família decidiu se mudar para Sinop graças à uma bolsa de estudos cedida a ela. Apesar de ter participado de vários concursos – e vencido muitos -, entre os quais Rainha da Exponop (Exposição de Sinop), Garota Empresarial e madrinha do Sinop Futebol Clube, Josiane nunca pensou em seguir carreira artística ou alguma profissão relacionada à beleza. Sua meta era ser professora de línguas. Filha de pai mecânico (funcionário da Prefeitura de Sinop) e mãe dona de casa, Josiane por pelo menos cinco vezes representou Mato Grosso em campeonatos nacionais integrando a seleção estadual de voleibol. Ela é formada em Ciências Contábeis pela Universidade do Estado de Mato Grosso.

## Resumo de competições
| Concurso                               | Representou | Ano  |
| -------------------------------------- | ----------- | ---- |
| Miss Sinop (3º. Lugar - Miss Simpatia) | -           | 1998 |
| Miss Sinop (Vencedora)                 | -           | 2000 |
| Miss Mato Grosso (Vencedora)           | Sinop       | 2000 |
| Miss Brasil (Vencedora)                | Mato Grosso | 2000 |
| Miss Universo                          | Brasil      | 2000 |